# Dmitri Mirski
Dmitri Petróvich Sviatopolk-Mirski (en ruso: Дми́трий Петро́вич Святопо́лк-Ми́рский, también conocido por el príncipe Dmitri S. Mirsky y por el seudónimo D. S. Mirsky, 1890-1939), fue un escritor, historiador, historiador de la literatura, crítico literario y ensayista ruso.

## Biografía
Dmitri Sviatopolk-Mirski nació en Liubotín, Gobernación de Járkov, Ucrania, entonces Imperio ruso, el 9 de septiembre de 1890 y falleció el 6 de junio de 1939 en el campo de trabajo Sevvostlag del Gulag cerca de Magadán (Extremo Oriente ruso).
Era hijo del príncipe Piotr Sviatopolk-Mirski y general, que fue ministro del Interior del Imperio ruso entre 1904-1905. Desde la juventud mostró su afición a la poesía y la crítica literaria, colaborando con artículos y poemas de corte simbolista en diversas revistas culturales. Llegó a publicar, de forma privada, una colección de poemas titulada Poemas cortos 1906-1910.
D.S. Mirski fue movilizado en la Primera Guerra Mundial en 1916 como oficial y combatió con su regimiento en el frente alemán donde fue herido. En el año 1917, sirvió en el Frente del Cáucaso y dos años después, tras la Revolución de 1917, se alistó como voluntario en el Movimiento Blanco de Denikin y fue hecho prisionero en Polonia. Escapó y pasando por Alemania y Francia, acabó exiliado en Londres en 1922.

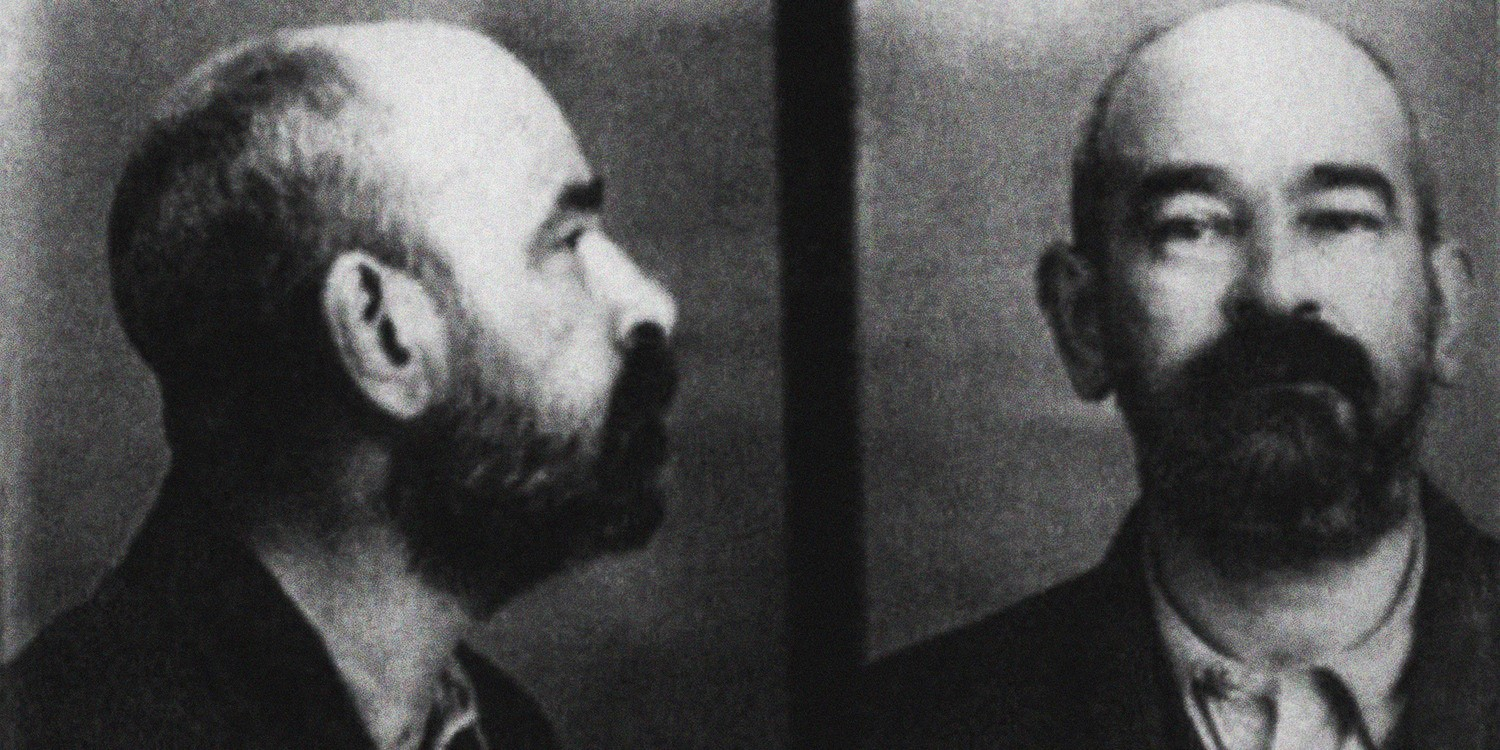
Dmitri Sviatopolk-Mirski tras su arresto, 1937

Fue profesor de Literatura Rusa en la Universidad King's College de Londres desde 1922 hasta 1932. En esos años, publicó en inglés su Historia de la Literatura Rusa desde sus orígenes hasta 1900 (1926) y Literatura Rusa Contemporánea (1927), que son consideradas la mejor historia de la literatura rusa jamás escrita en inglés por Solomón Vólkov. En el año 1929, un editor le encargó una biografía de Lenin que fue publicada en 1931. A raíz de ese trabajo, se hizo marxista e ingresó en el Partido Comunista Británico en 1931.
El crítico literario Edmund Wilson lo llamaba cariñosamente “camarada príncipe”. En 1932, decidió solicitar “el perdón” y regresar a la Unión Soviética y para ello contó con la colaboración de Gorki. Tras su partida, Virginia Woolf escribió en su diario: “pronto le meterán una bala en su cabeza”. En los siguientes años en la Unión Soviética editó el almanaque literario Viorsty (Mojones) y compuso una Antología de poesía inglesa moderna que fue publicada en 1937 sin mencionar a su autor.  
En 1937, en Leningrado, D. S. Mirski se encontró de forma casual, con su amigo el historiador E. H. Carr, que había viajado a la Unión Soviética. En esa época los ciudadanos soviéticos tenían prohibido contactar con los extranjeros y Mirski fingió no reconocer a su amigo. Carr insistió en entablar una conversación y probablemente este casual acontecimiento le costó la vida a Mirski. D. S. Mirski fue arrestado poco después de ese encuentro por el NKVD y condenado al campo de trabajo Sevvostlag, cercano a Magadán (Extremo Oriente ruso). A los dos años de estancia en el campo cayó enfermo y falleció.

## Obras
- Antología de poesía rusa (1924), en inglés.
- Literatura rusa moderna (1925), en inglés.
- Pushkin (1926), en inglés.
- Historia de la literatura rusa desde sus orígenes hasta 1900 (1926), en inglés.
- Literatura rusa contemporánea (1927), en inglés.
- Lenin (1931), en inglés. Hay traducción española: Vida de Lenin (Apolo, 1931).
- Rusia: una historia social (1931), en inglés. Hay traducción española: Historia De Rusia Hasta La Revolución (Seix Barral, 1949).
- La 'intelligentsia' de Gran Bretaña” (1935), en ruso.
- Antología de poesía inglesa moderna (1937), en ruso.